# Rio Cunhãmati
Rio Cunhãmati är ett periodiskt vattendrag i Brasilien.   Det ligger i delstaten Ceará, i den östra delen av landet, 1 500 km nordost om huvudstaden Brasília.
Omgivningarna runt Rio Cunhãmati är huvudsakligen savann. Runt Rio Cunhãmati är det mycket glesbefolkat, med 5 invånare per kvadratkilometer.